# Pieyre-Alexandre Anglade
Pour les articles homonymes, voir Anglade (homonymie).
Pieyre-Alexandre Anglade, né le 2 novembre 1986 à Paris, est un homme politique français.
Membre de La République en marche, il est élu député dans la 4e circonscription des Français établis hors de France — réunissant les Français du Benelux — lors des élections législatives de 2017, puis est réélu en 2022 et en 2024. Il siège au sein du groupe LREM, devenu Renaissance en 2022, et préside la commission des Affaires européennes de l'Assemblée nationale depuis cette même année.

## Biographie

### Formation
Pieyre-Alexandre Anglade grandit à Ville-d'Avray. Il est diplômé de l'université Paris IV Sorbonne en histoire des relations internationales. Il suit des études de science politique à l'Institut d'études politiques de Strasbourg, où il obtient un master de politique européenne.

### Parcours politique

#### Débuts
Il travaille durant quatre ans, auprès de Nathalie Griesbeck, députée européenne française (Mouvement démocrate), puis devient directeur de cabinet de Pavel Telička, député européen tchèque (ANO 2011) et l'un des vice-présidents du Parlement européen,.
Il adhère à En marche début 2016 et initie l'implantation du mouvement dans la 4ème circonscription des Français de l’étranger dont il était le référent,,.

#### Député des Français de l'étranger
Investi par La République en marche, il est élu député le 18 juin 2017 de la quatrième circonscription des Français de l'étranger pour représenter la communauté française établie au Benelux (Belgique, Pays-Bas et Luxembourg).
Depuis son élection en juin 2017, il est vice-président de la Commission des Affaires européennes et membre de la Commission de la Défense nationale et des forces armées de l'Assemblée nationale. Il est dans ce cadre rapporteur sur l'Europe de la défense et son articulation avec l’Organisation du traité de l'Atlantique nord.
Pieyre-Alexandre Anglade participe au travail engagé par le bureau de l'Assemblée nationale sur la réforme pour une nouvelle Assemblée nationale. À ce titre, il contribue au groupe de travail consacré à la procédure législative, à l'organisation parlementaire et aux droits de l'opposition. En décembre 2017, il est nommé coordinateur de la « task force » visant à mettre en place la stratégie de La République en marche pour les élections européennes de 2019.
Au début de la mandature, il lance un groupe informel de 18 parlementaires sur l'Accord économique et commercial global, dit CETA, jugeant « essentiel de rapprocher les points de vue dans la perspective du vote de l’Assemblée ».
En mai 2018, il est nommé rapporteur pour observation sur la loi relative à la lutte contre les fausses informations. Dans le cadre de ce débat, il souligne les risques que les fausses nouvelles font peser sur le scrutin des élections européennes, appelant à une réponse européenne face à ce phénomène croissant.
En 2019, il change de commission, pour la commission des Affaires étrangères de l'Assemblée Nationale.
En juillet 2019, à l'occasion du renouvellement des postes au sein du groupe LREM, il est élu par ce dernier pour prendre la présidence la commission des Affaires européennes, mais la sortante Sabine Thillaye refuse de démissionner,. Il devient en septembre 2020 « coordinateur en charge de l'animation de Porte-paroles » au sein du groupe LREM.
Il est proche de Stanislas Guerini et Stéphane Séjourné.
Candidat à sa réélection lors des législatives 2022, il l'emporte au second tour avec 55,15 % des suffrages exprimés face à la candidate NUPES Cécilia Gondard. Il est élu président de la commission des affaires européennes le 7 juillet 2022.

## Résultats électoraux

### Élections législatives
| Année | Parti et coalition | Parti et coalition | Circonscription                        | 1er tour | 1er tour | 1er tour | 2d tour | 2d tour | 2d tour |
| Année | Parti et coalition | Parti et coalition | Circonscription                        | Voix     | %        | Rang     | Voix    | %       | Issue   |
| ----- | ------------------ | ------------------ | -------------------------------------- | -------- | -------- | -------- | ------- | ------- | ------- |
| 2017  |                    | LREM               | 4e des Français établis hors de France | 14 461   | 52,27    | 1er      | 18 138  | 73,73   | Élu     |
| 2022  |                    | LREM               | 4e des Français établis hors de France | 16 597   | 38,93    | 1er      | 25 694  | 55,15   | Élu     |
| 2024  |                    | LREM               | 4e des Français établis hors de France | 26 410   | 35,46    | 2e       | 36 476  | 50,24   | Élu     |